# Snellenia
Snellenia é um gênero de traça pertencente à família Oecophoridae.

## Species
- Snellenia capnora Turner, 1913
- Snellenia coccinea Walsingham, 1889
- Snellenia flavipennis (R. Felder & Rogenhofer, 1875) [1]
- Snellenia hylaea Turner, 1913
- Snellenia ignispergens Diakonoff, 1948 [2]
- Snellenia lineata (Walker, 1856)
- Snellenia miltocrossa Turner, 1923
- Snellenia tarsella Walsingham, 1889[3]